# Soldiers' and Sailors' Monument (Indianapolis)

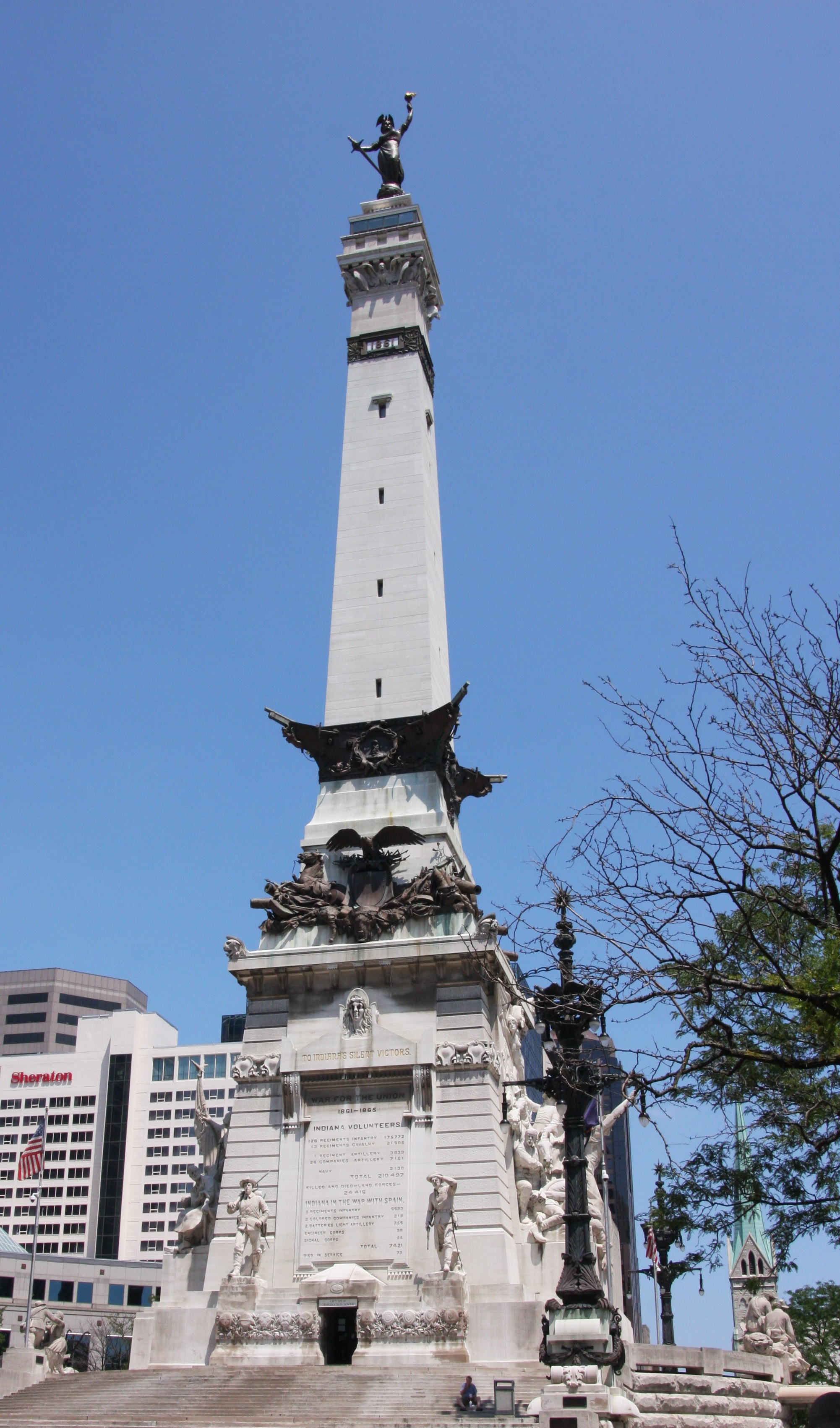
Soldiers' and Sailors' Monument in Indianapolis, Indiana

Het Soldiers' and Sailors' Monument is een in de neoklassieke stijl opgetrokken monument in de Amerikaanse stad Indianapolis, Indiana. Het monument bestaat uit kalksteen en brons en is 86,5 m hoog. Het is in het centrum van de stad aan Monument Circle gelegen en eert de veteranen van Indiana die in de Amerikaanse oorlogen van de 18e en 19e eeuw hebben gediend.
De Duitse architect Bruno Schmitz ontwierp het monument dat bestaat uit een soort obelisk met diverse standbeelden terwijl aan de voet ervan het Colonel Eli Lilly Museum gelegen is. De vier standbeelden die op elke hoek van het monument staan representeren de infanterie, de cavalerie, de artillerie en de marine. Een observatieplatform boven in het monument geeft de bezoekers een overzicht van de stad en de directe omgeving.
Het Soldiers' and Sailors' Monument werd in 1902 onthuld en kostte $598.318 om te bouwen.